# 1937년 프랭클린 D. 루스벨트 대통령 취임식
프랭클린 D. 루스벨트의 두 번째 미국 대통령 취임식은 1937년 1월 20일 수요일 워싱턴 D.C. 미국 국회의사당 동쪽 주랑에서 열렸다. 이 취임식은 38번째 미국 대통령 취임식이었으며, 프랭클린 D. 루스벨트의 두 번째 대통령 임기와 존 낸스 가너의 미국의 부통령 임기 시작을 알렸다. 이는 미국 수정 헌법 제20조에 따라 1월 20일에 열린 첫 번째 취임식이었다. 또한, 부통령이 상원 의사당이 아닌 취임식 단상에서 취임 선서를 한 첫 사례였다. 루스벨트의 대통령 임기와 가너의 부통령 임기는 이미 43일 단축되었다.
취임식 아침과 취임식 도중 내내 비가 내렸고, 취임식이 끝나자마자 인파는 서둘러 흩어졌다.

## 같이 보기
- 프랭클린 D. 루스벨트 행정부
- 1933년 프랭클린 D. 루스벨트 대통령 취임식
- 1941년 프랭클린 D. 루스벨트 대통령 취임식
- 1945년 프랭클린 D. 루스벨트 대통령 취임식
- 1936년 미국 대통령 선거